# Acanthocheilonémose
 (janvier 2020).
Vous pouvez aider à l'améliorer ou bien discuter des problèmes sur sa page de discussion.
 Mise en garde médicale
L'acanthocheilonémose est une filariose, maladie infectieuse tropicale rare causée par le parasite Acanthocheilonema perstans. Il peut causer éruptions cutanées, abdominal et douleur thoracique,  douleurs articulaires et musculaires, et des troubles neurologiques. On le trouve principalement en Afrique.

## Transmission
Le parasite, un nématode, est transmis par la piqûre de mouches de l'espèce A. coliroides,. 
La maladie filarienne survient lorsque les larves des nématodes, appelées microfilaires, atteignent le système lymphatique.

## Signes cliniques
D'une manière générale, il y a peu de symptômes. Lorsqu'ils sont présents, ils comprennent une éruption cutanée avec des démangeaisons (ou prurit), des douleurs abdominales et thoraciques, des myalgies et des arthralgies. Il peut également y avoir une splénomégalie ou une hépatomégalie.

## Signes biologiques
On retrouve, comme dans beaucoup de maladies parasitaires, une hyperéosinophilie.
Le diagnostic se fait par la recherche du parasite sur un frottis sanguins sous microscopie optique.